# Eulithidium thalassicola
Eulithidium thalassicola är en snäckart som först beskrevs av Robertson 1958.  Eulithidium thalassicola ingår i släktet Eulithidium och familjen turbinsnäckor. Inga underarter finns listade i Catalogue of Life.